# 聖杯たちの騎士
『聖杯たちの騎士』（せいはいたちのきし、原題: Knight of Cups）は、2015年のアメリカ合衆国の恋愛ドラマ映画。監督と脚本をテレンス・マリックが手がけ、主演をクリスチャン・ベールが務めている。

## キャスト
※括弧内は日本語吹替
- リック - クリスチャン・ベール（加瀬康之）
- ナンシー - ケイト・ブランシェット（野首南帆子）
- エリザベス - ナタリー・ポートマン（小若和郁那）
- ジョセフ - ブライアン・デネヒー（佐々木敏）
- トニオ - アントニオ・バンデラス（藤井隼）
- バリー - ウェス・ベントリー（小田柿悠太）
- イザベル - イザベル・ルーカス（大井麻利衣）
- カレン - テリーサ・パーマー（ミルノ純）
- デラ - イモージェン・プーツ（藤田奈央）
- ツァイトリンガー神父 - アーミン・ミューラー＝スタール（尾花かんじ）
- ヘレン - フリーダ・ピント（横山友香）
- ルース - チェリー・ジョーンズ
- スコット - ニック・オファーマン（こばたけまさふみ）
- ポール - デイン・デハーン
- トム - トーマス・レノン
- エロル - ヨエル・キナマン
- ジョニー - ジェイソン・クラーク
- カティア - カティア・ウィンター（英語版）
- ニッキー - ニッキー・ウィーラン（英語版）
- ジム - シェー・ウィガム
- ライアン - ライアン・オニール
- ジョー - ジョー・マンガニエロ
- ハーブ - マイケル・ウィンコット（山本満太）
- ガス - ケヴィン・コリガン
- ナレーター - ベン・キングズレー
- 代理人1 - （高橋大輔）
- クリストファー - （佐々健太）

## 上映
2015年2月8日、第65回ベルリン国際映画祭にてプレミア上映が行われた。2016年2月7日に第31回サンタ・バーバラ国際映画祭で上映され、同年3月4日にアメリカ合衆国で一般公開された。

## 評価
Rotten Tomatoesには144件の批評家レヴューがあり、平均値は5.6点、支持率は46%だった。Metacriticには41件の批評家レヴューがあり、平均値は53点だった。
『IndieWire』のエリック・コーンは、「本作における形式主義は『トゥ・ザ・ワンダー』や『ツリー・オブ・ライフ』と類似しているが、それらの作品とは異なり、焦点が定まっていない」と述べて、本作にB評価を与えた。